# Półwysep Kurlandzki

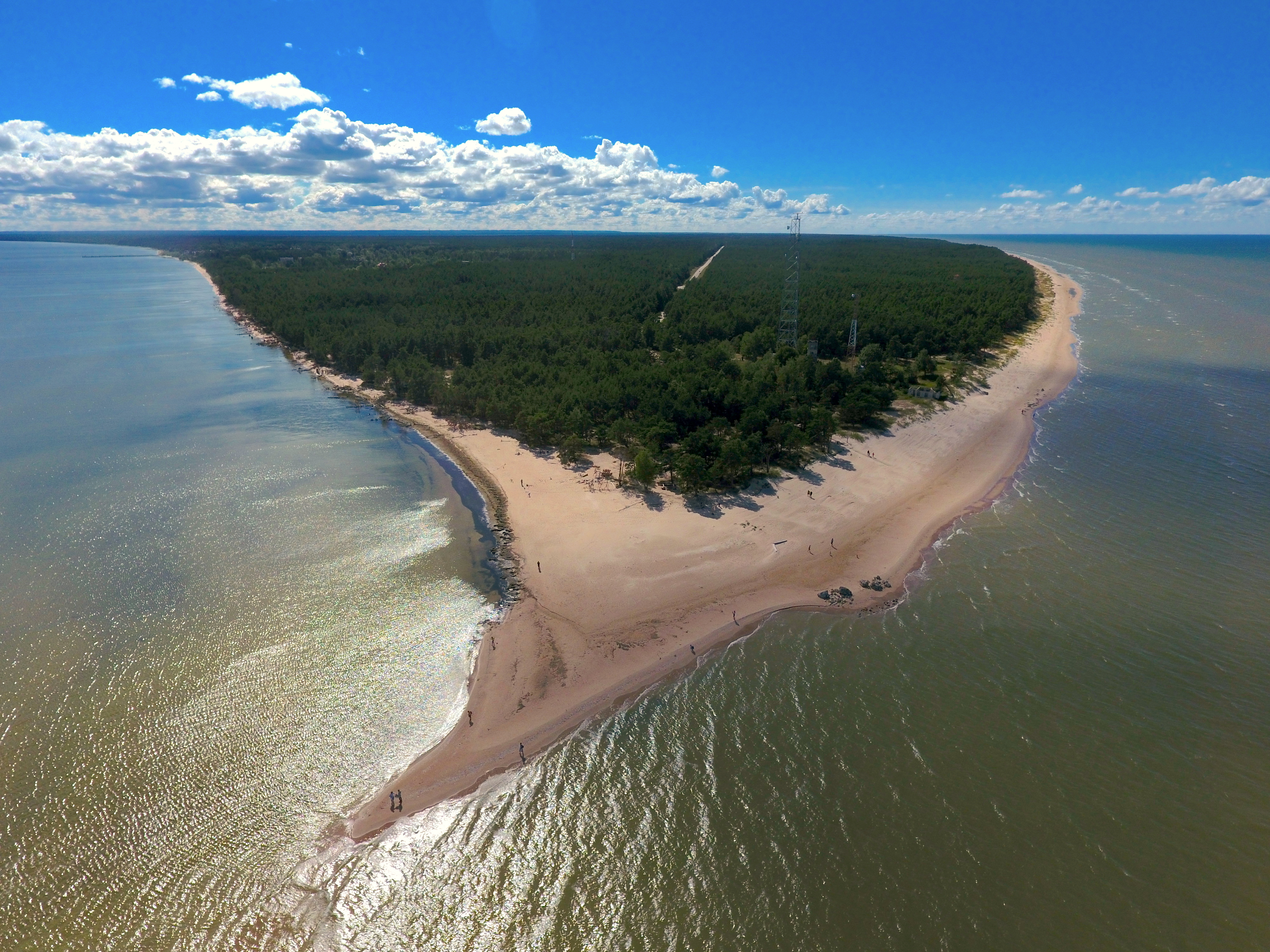
Najbardziej wysunięty na północ punkt Półwyspu Kurlandzkiego – Przylądek Kolka

Półwysep Kurlandzki – półwysep w Europie Północnej, znajdujący się w północnej części Kurlandii na Łotwie. Przylądek Kolka jest najbardziej na północ wysuniętym punktem półwyspu.